# كاي (أرومية)
كاي هي قرية في مقاطعة أرومية، إيران. يقدر عدد سكانها بـ 381 نسمة بحسب إحصاء 2016.